# Linothele ixbalanquei
Espèce
Linothele ixbalanquei est une espèce d'araignées mygalomorphes de la famille des Dipluridae.

## Distribution
Cette espèce est endémique du département de Quindío aux Colombie,. Elle se rencontre vers Salento.

## Description
La femelle holotype mesure 23,70 mm.

## Systématique et taxinomie
Cette espèce a été décrite par Rodríguez-Castro, Rodríguez et Delgado-Santa en 2025.

## Étymologie
Cette espèce est nommée en l'honneur d'Ixbalanqué.

## Publication originale
- Rodríguez-Castro, Rodríguez & Delgado-Santa, 2025 : « Eight new species of funnel-web spiders from Colombia (Araneae: Dipluridae). » Zoosystematica Rossica, vol. 34, no 1, p. 59-104.